# Église Saint-Didier de Marigné-Peuton
L'église Saint-Didier est une église catholique située à Marigné-Peuton, dans le département français de la Mayenne.

## Localisation
L'église est située dans le bourg de Marigné-Peuton, en bordure de la route départementale 10.

## Histoire
En 1184, le pape Lucius III confirme la possession de l'église à l'abbaye de la Roë.
Le 24 nivôse an III (13 janvier 1795), l'église est incendiée par une troupe de 200 à 300 hommes armés, réduisant l'édifice en cendres l'espace d'un instant. Elle est reconstruite en 1817 par M. Duchemin. La construction de la chapelle de la Vierge est financée en 1845 par la famille de Bréon, tandis que la famille de Champagné finance celle de saint Joseph en 1858. Cette même année est prolongée la nef et édifiée l'abside. Une inscription placée au-dessus de la porte indique : « J'ai été reconstruite en 1817, principaux auteurs : Messire Hyacinthe de Quatrebarbes ; Monsieur le Comte et Madame la Comtesse de Bréon ; Monsieur le Vicomte et Madame la Vicomtesse de Champagné ; Monsieur Duchemin, prieur et les notables de Marigné-Peuton. » 
L'inventaire se déroule le 5 mars 1906. L'agent et les gendarmes emprisonnent M. Blin ; le curé montre alors au délégué l'inscription gravée au-dessus de la porte d'entrée, si bien que tous constatent que l'église a été entièrement rebâtie après la Révolution. La troupe se retire et emmène son prisonnier. Le 13 mars suivant, un autre agent fait enfoncer la porte puis esquisse un semblant d'inventaire.

## Architecture et extérieurs
Le portail est le seul vestige de l'église d'origine, de roman.

## Intérieur

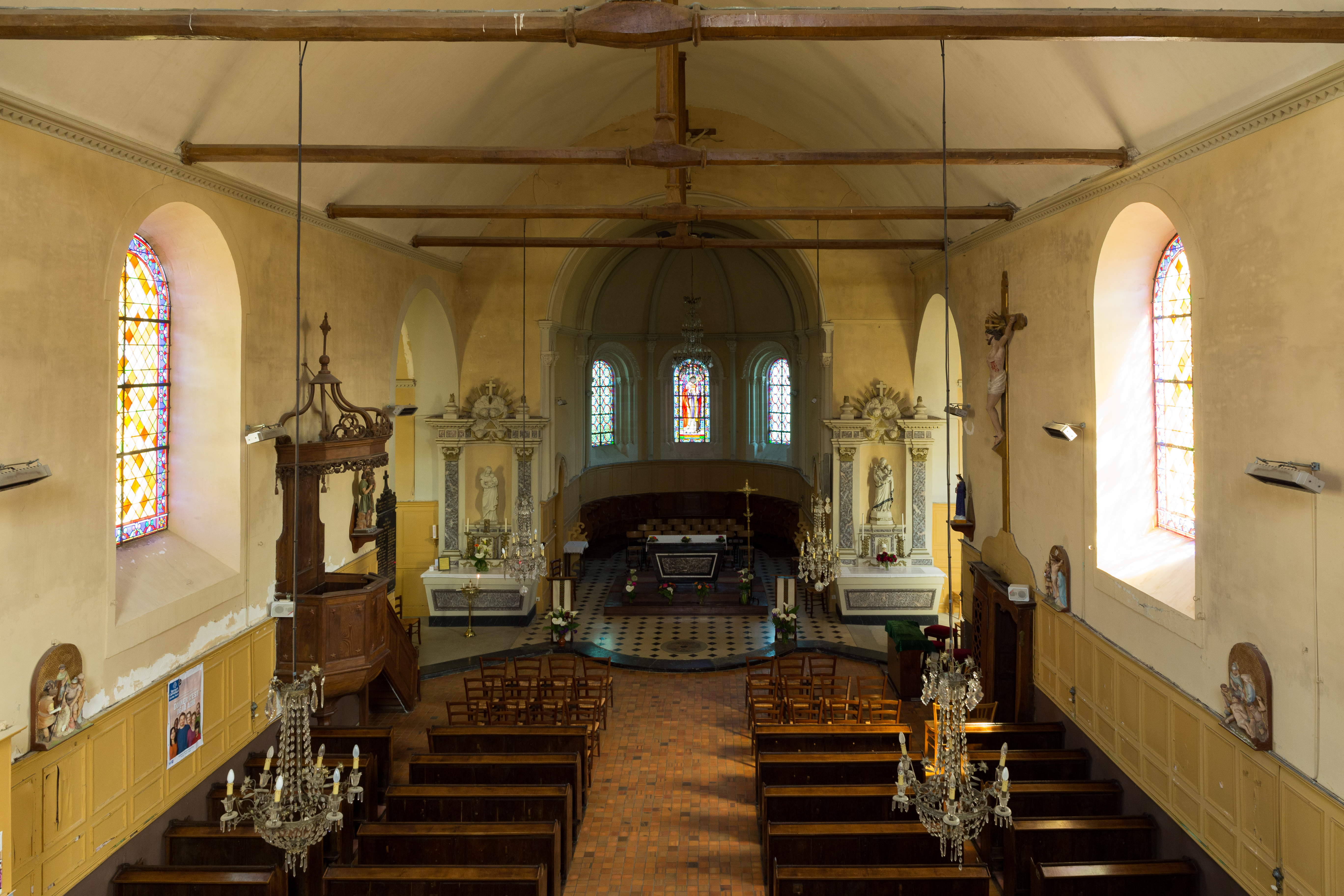
La nef et le chœur.

L'église abrite deux retables du XVIIIe siècle, l'un dédié à la Vierge et l'autre à saint Joseph.